# Kirill Gotovtsev
Kirill Gotovtsev (Rusia, 17 de julio de 1987) es un jugador profesional ruso de rugby que se desempeña en la posición de pilar derecho en Gloucester Rugby, equipo perteneciente a la liga Premiership Rugby.

## Carrera
En 2017 comenzó su carrera deportiva con el equipo Krasny Yar, en el cual jugó cuatro temporadas (2017-2021), después pasó a Gloucester Rugby, donde lleva jugando tres temporadas.